# Prosper Karangwa
Prosper Karangwa (* 17. Mai 1978 in Bujumbura) ist ein kanadischer Basketballfunktionär und ehemaliger -spieler.

## Werdegang

### Spieler
Karangwa wuchs als Sohn ruandischer Eltern zunächst in Burundi auf. Dort war seine Mutter als Krankenschwester und sein Vater als Chemiker tätig. Im Alter von neun Jahren zog er mit seiner Familie nach Montréal (Kanada). Er spielte Basketball an der École secondaire Antoine St-Exupéry in Montréals Stadtteil Saint-Léonard und später in derselben Stadt am Dawson College.
Von 1999 bis 2003 studierte und spielte Karangwa am Siena College im US-Bundesstaat New York. In 129 Einsätzen kam er auf einen Durchschnitt von 9,9 Punkten, sein Höchstwert waren 16,6 Punkte je Begegnung im Spieljahr 2002/03.
Er begann seine Laufbahn als Berufsbasketballspieler in der United States Basketball League (USBL) bei der Mannschaft Adirondack Wildcats. Karangwa wechselte nach Syrien und stand im Spieljahr 2004/05 beim deutschen Bundesligisten BS Energy Braunschweig unter Vertrag, für den er in 25 Spielen im Schnitt 9,4 Punkte je Begegnung erzielte.
Karangwa wechselte im Sommer 2005 in die österreichische Bundesliga zu Superfund Kapfenberg. Von 2006 bis zum Ende seiner Spielerlaufbahn 2010 spielte er in Frankreich: Mit Vichy und Paris-Levallois gelang ihm 2007 beziehungsweise 2009 jeweils der Aufstieg in die höchste französische Spielklasse, Ligue Nationale de Basket.

#### Nationalmannschaft
2001 nahm er mit Kanada an den Goodwill Games teil. Bei der Weltmeisterschaft 2002 war Karangwa mit 9 Punkten je Begegnung drittbester Korbschütze der kanadischen Nationalmannschaft.

### Funktionär
Nach dem Ende seiner Spielerlaufbahn ließ sich Karangwa mit seiner Ehefrau in deren Heimatstadt Albany in den Vereinigten Staaten nieder. Er wurde als Talentsichter tätig, gründete dafür ein eigenes Unternehmen und arbeitete insbesondere für europäische Mannschaften, die in den Vereinigten Staaten nach Spielern suchten. 2012 erhielt Karangwa in diesem Arbeitsbereich bei der NBA-Mannschaft Orlando Magic eine Anstellung. Dort stieg er zum Leiter dieses Arbeitsbereichs auf. Im Herbst 2020 wechselte er zu den Philadelphia 76ers, wurde bei der Mannschaft Vizepräsident für Spielerbelange. Im Herbst 2021 übernahm er zusätzlich zu dieser Aufgabe das Manageramt bei den Delaware Blue Coats in der NBA G-League.